# 茨博尼托 (新墨西哥州)
茨博尼托（英語：Tse Bonito）是位於美國新墨西哥州麥金萊縣的普查規定居民點。

## 人口
根據2020年美國人口普查的數據，茨博尼托的面積為17.60平方千米，皆為陸地。當地共有人口380人，而人口密度為每平方千米21.59人。